# Lepidopilidium rupestre
Lepidopilidium rupestre är en bladmossart som beskrevs av Brotherus 1907. Lepidopilidium rupestre ingår i släktet Lepidopilidium och familjen Hookeriaceae. Inga underarter finns listade i Catalogue of Life.